# هواینا پوتسی
هواینا پوتسی (به اسپانیایی: Huayna Potosí) یک کوه در بولیوی است که در استان پدرو دومینگو موریلو واقع شده‌است. هواینا پوتسی ۶٬۰۸۸ متر بالاتر از سطح دریا واقع شده‌است.